# Homoneura anomala
Homoneura anomala är en tvåvingeart som beskrevs av Kim 1994. Homoneura anomala ingår i släktet Homoneura och familjen lövflugor.
Artens utbredningsområde är Northern Territory, Australien. Inga underarter finns listade i Catalogue of Life.